# Croult
Le Croult (également Croud ou Crould) est une petite rivière, longue de 25,1 km, en partie couverte, située au nord de la région Île-de-France, dans les deux départements de la Seine-Saint-Denis et du Val-d'Oise, et un affluent droit du canal Saint-Denis. Le Croult prend sa source en amont de Goussainville, et se jette à Saint-Denis dans la Vieille Mer, qui se jette peu après dans la Seine à l’embouchure du canal Saint-Denis. À Saint-Denis, il se divise en deux branches : Croult inférieur et Croult supérieur, qui se rejoignent à nouveau plus loin.

## Histoire
Le Croult (Crould selon l'hydronyme IGN et le Service d'administration nationale des données et référentiels sur l'eau) est une petite rivière mentionnée dès 832 sous le nom de Crodoaldus flumen dans un document ecclésiastique ; l'appellation Croult dériverait du patronyme d'origine germanique Crodoald, qui pourrait être celui du maître d'œuvre de la dérivation du Rouillon.
Cette dérivation contourne la zone hydraulique déjà drainée par le canal de la Vieille Mer à partir du trou provendier de Dugny sur la partie haute des rives, avec un passage en remblai où les drainages se font au-dessous de son cours, ce qui en fait peut-être l'aqueduc réel de l'abbaye de Saint-Denis jusque-là privée d'eau. Le Rouillon (ona, fleuve sacré en celte) est dans ce bassin "la" rivière qui engendre une "Mer" lors des crues que l'abbaye viendra faire disparaitre.[réf. nécessaire]
Des recherches archéologiques ont montré que dès le XIe siècle, le Croult est endigué avec des palissades en clayonnages, puis avec des berges maçonnées.
Tisserands, foulons et plusieurs moulins s'installent le long de la rivière à Saint-Denis.
En ville, il se divise en deux branches qui se rejoignent à la sortie de la ville: le Croult inférieur et le Croult supérieur ; le cours d'eau est curé annuellement.

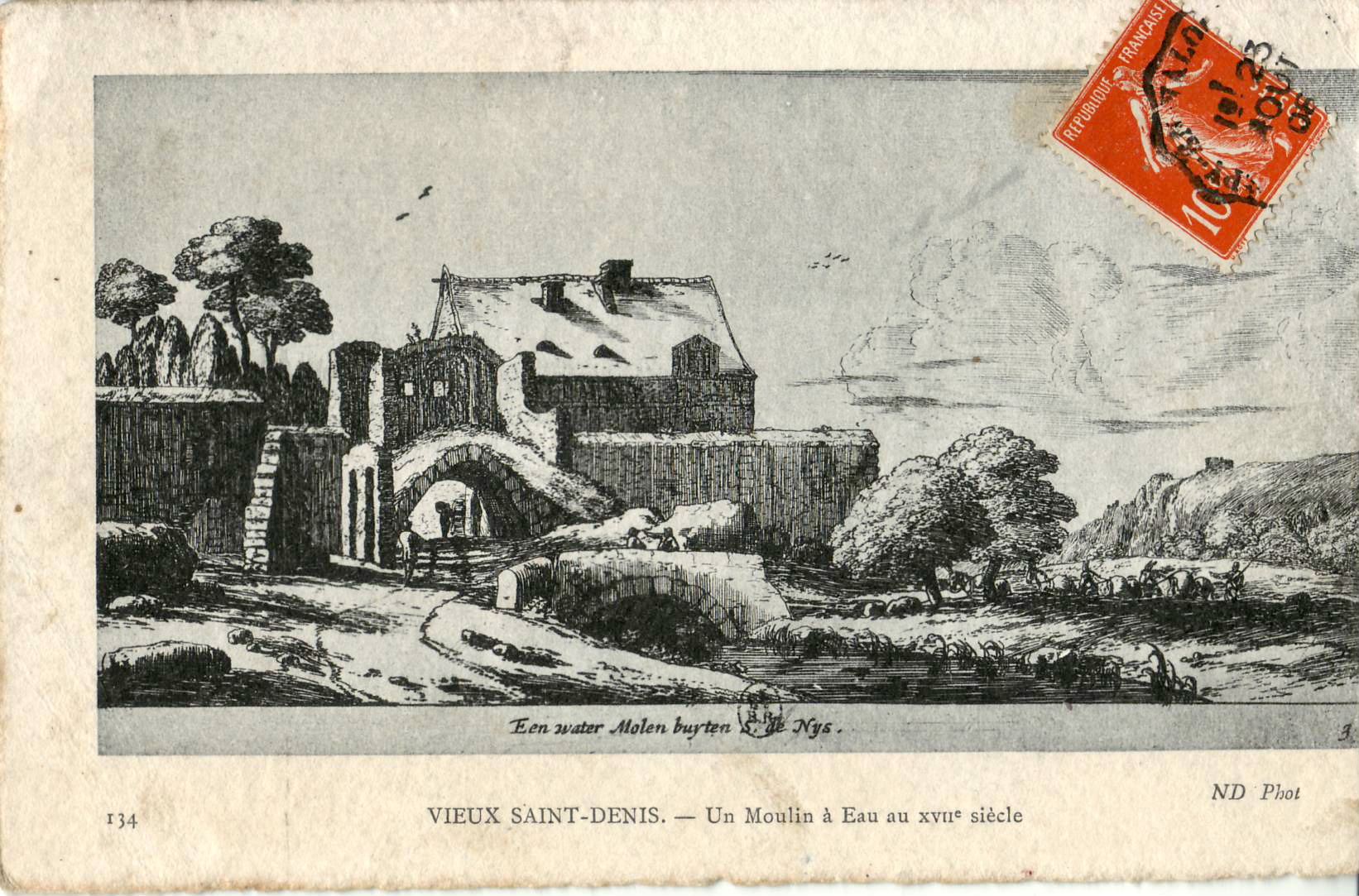
Moulin à Saint-Denis au XVIIe siècle, sans doute sur le Croult.

Parmi les moulins alimentés : moulin Fayvon (La Courneuve), moulin de la Courtille, moulin du Dos d'âne, moulin Brise-Échalas et le moulin à tan. 
Au XVIIIe siècle, quatre teintureries se font concurrence alors que l'industrie drapière (les « blancs de Saint-Denis ») se développe. Au tournant du XXe siècle, des blanchisseries prennent leur place.
L'industrie a progressivement transformé les cressonnières en zones humides et les rivières en égouts à ciel ouvert au XIXe siècle et au début du XXe siècle, égouts qui ont été busés et couverts dans les années 1950 en raison des nuisances que subissait le voisinage.
Il est évoqué de « dé-couvrir » le Croult afin de lui rendre sa visibilité, ses fonctions d'écologie urbaine et de lutter contre les risques d'inondation.

## Géographie
De 25,1 km de longueur, il naît à l’amont de Goussainville, bien que son bassin versant s’étende bien plus au Nord, et est alimenté notamment par plusieurs rus de la Plaine de France : le Rouillon, la Molette et le petit Rosne.

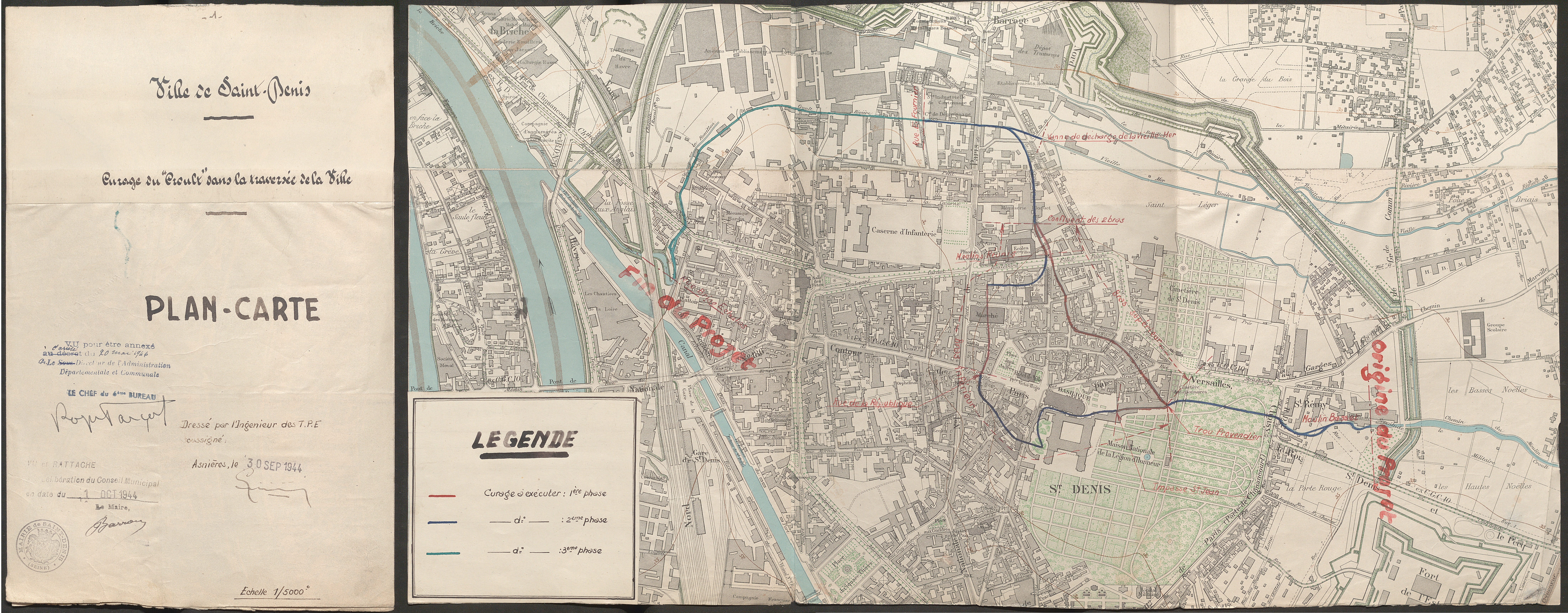
Plan du Croult traversant Saint-Denis (1944).
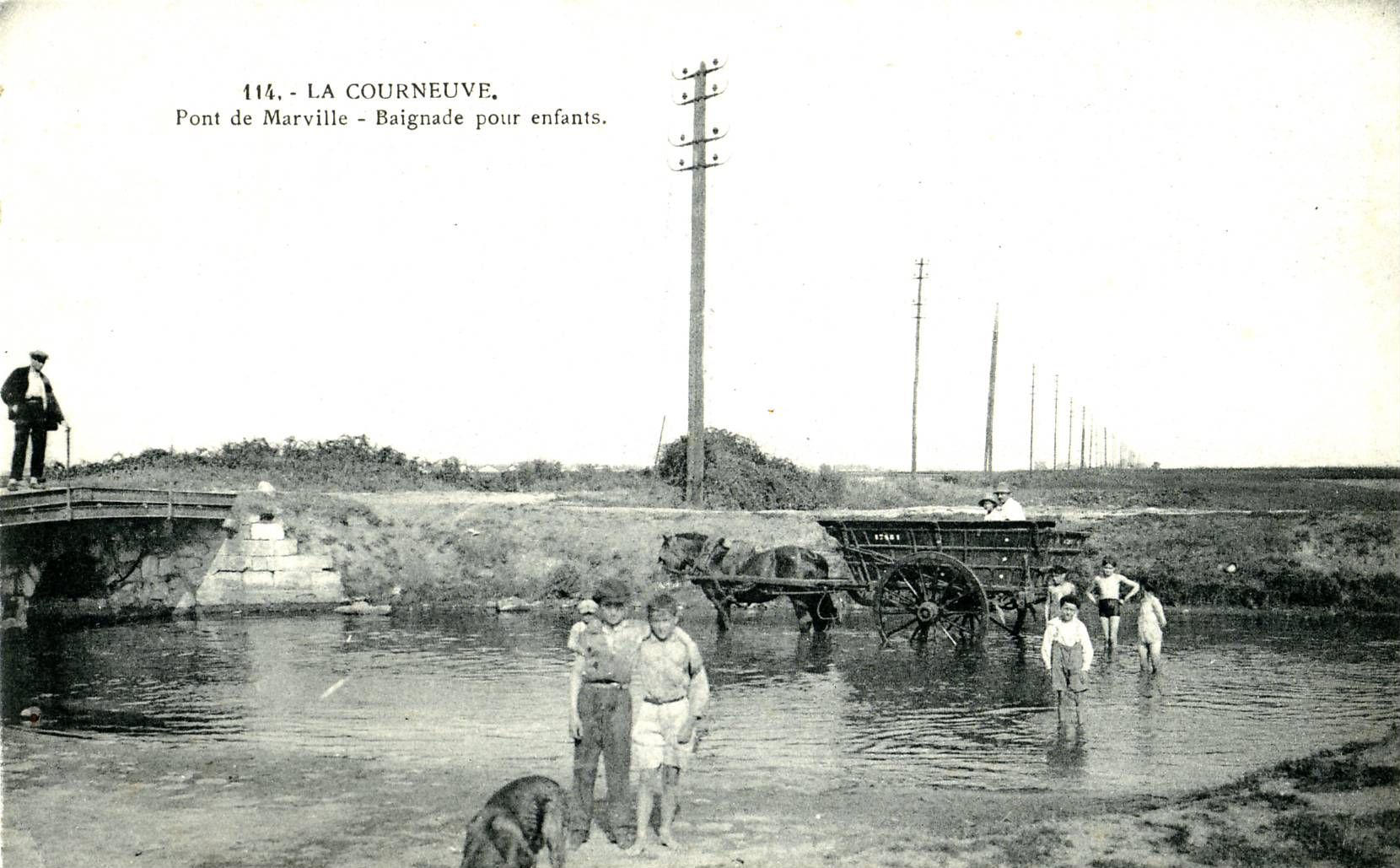
Le Croult à La Courneuve au début du XXe siècle.
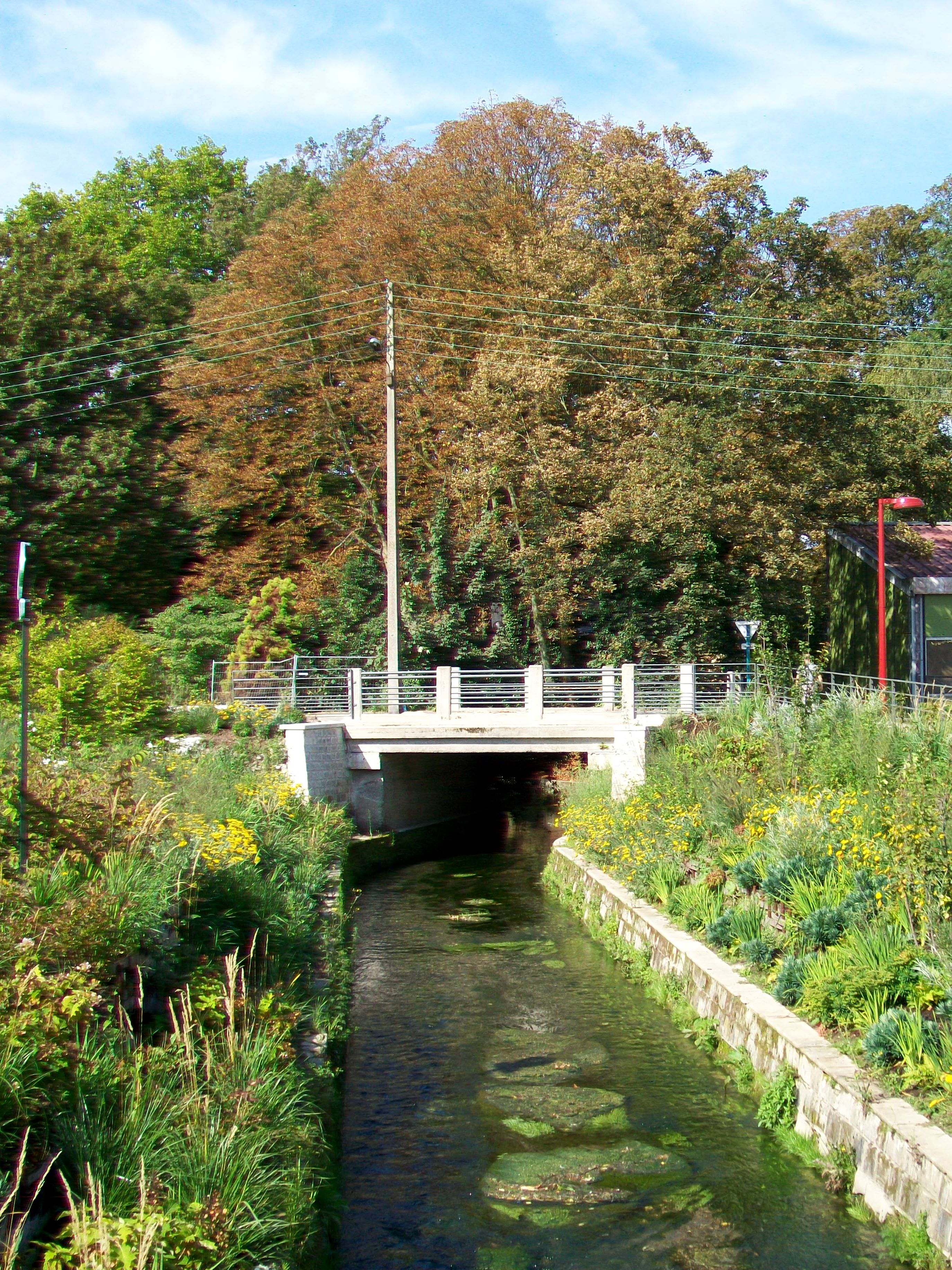
Le Croult, près de la rue Furmaneck à Gonesse.
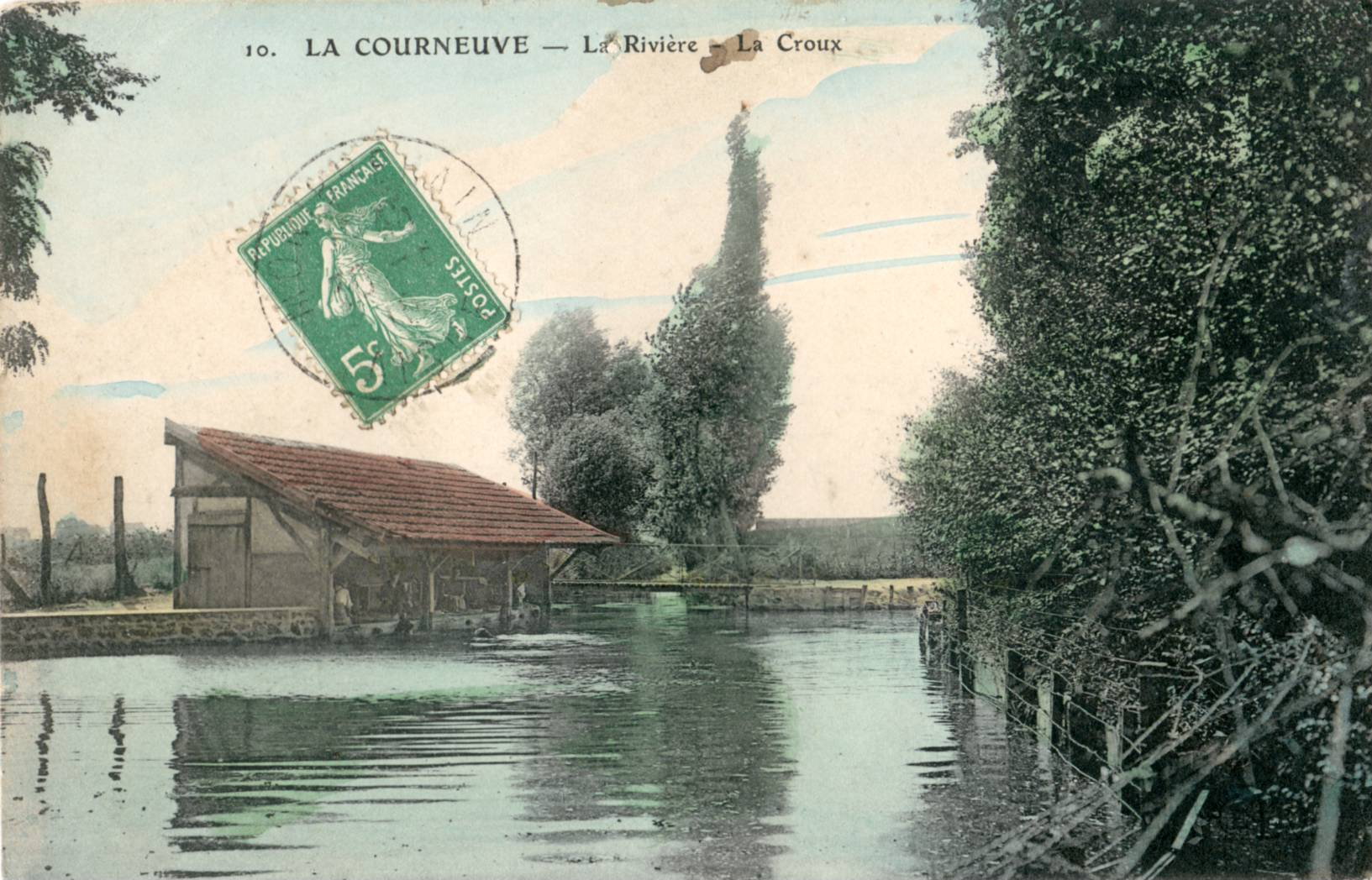
Le Croult et son lavoir, une image idyllique d'une rivière rapidement transformée en égout.

Le Croult est canalisé dans la Vieille Mer, dont les eaux rejoignent la Seine à Saint-Denis, juste à l'embouchure du canal Saint-Denis, à 28 m d'altitude.
Le Croult et ses affluents ont longtemps irrigué les cultures maraîchères qui s'étaient implantées en fond de vallée, avec de nombreuses cressonnières situées à Goussainville,
et la production de légumes saisonniers approvisionnant les marchés de Paris. L'emplacement du quartier des 4000 à La Courneuve fut une grande zone de cultures maraîchères. 
Jusque dans les années 1950 d'après les cartes IGN, le cours de la rivière en amont de Dugny est dénommé "Croud" et prend l'appellation de "Croult" seulement en aval de la zone humide qui a laissé place au parc départemental Georges-Valbon, en particulier à partir de la Courneuve. 

### Communes traversées
Val-d'Oise
- Mareil-en-France, Fontenay-en-Parisis, Louvres, Goussainville, Le Thillay, Gonesse, Arnouville, Bonneuil-en-France, Garges-lès-Gonesse

Seine-Saint-Denis
- Dugny, Stains, La Courneuve, Saint-Denis